# 5 Dywizja Piechoty (Cesarstwo Niemieckie)

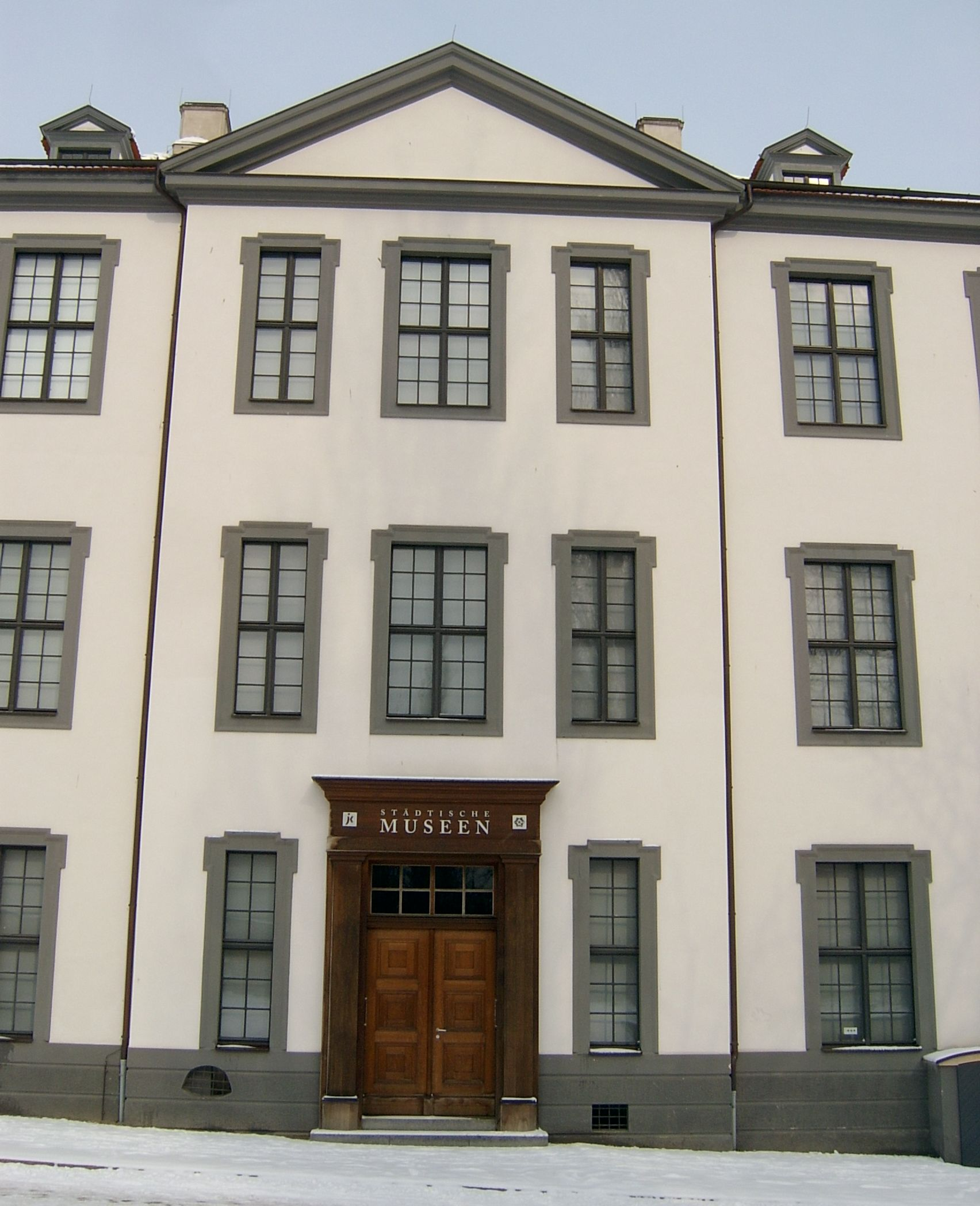
Dom junkierski przy Carl-Philipp-Emanuel-Bach-Straße 11 (od 1912 siedziba administracji garnizonu i kwatermistrzostwa 5 Dywizji)

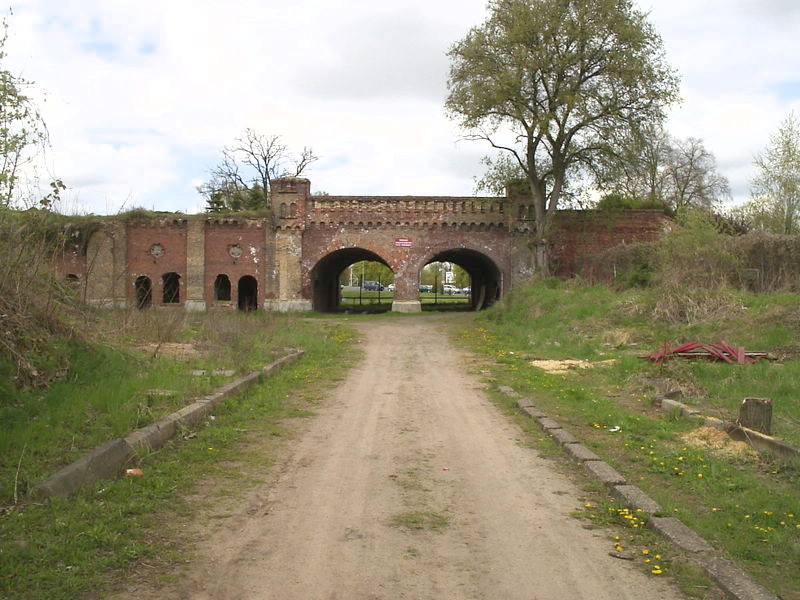
Kostrzyn nad Odrą, Brama Berlińska Twierdzy Kostrzyn

5 Dywizja (niem. 5. Division (Deutsches Kaiserreich)) – niemiecki związek taktyczny okresu Cesarstwa Niemieckiego, stacjonujący we Frankfurcie nad Odrą. Dywizja istniała w latach 1818–1919.
Wchodziła w skład III Korpusu Armijnego.

## Skład dywizji
2 sierpnia 1914
- 9 Brygada Piechoty (9. Infanterie-Brigade) w Brandenburg
  - 8 Przyboczny Pułk Grenadierów im. Króla Fryderyka Wilhelma III (1 Brandenburski) - (Leib-Grenadier-Regiment König Friedrich Wilhelm III. (1. Brandenburgisches) Nr. 8) we Frankfurcie nad Odrą
  - 48 Pułk Piechoty im. von Stülpnagela (5 Brandenburski) - Infanterie-Regiment von Stülpnagel (5. Brandenburgisches) Nr. 48 w Kostrzynie nad Odrą
- 10 Brygada Piechoty (10. Infanterie-Brigade) w Kostrzynie nad Odrą
  - 12 Pułk Grenadierów im. Księcia Karola Pruskiego (2 Brandenburski) - Grenadier-Regiment Prinz Karl von Preußen (2. Brandenburgisches) Nr. 12 we Frankfurcie nad Odrą
  - 52 Pułk Piechoty im. von Alvenslebena (6 Brandenburski) - (Infanterie-Regiment von Alvensleben (6. Brandenburgisches) Nr. 52) w Chociebużu i Krośnie Odrzańskim
- 5 Brygada Kawalerii (5. Kavallerie-Brigade) we Frankfurcie nad Odrą
  - 2 Pułk Dragonów (1 Brandenburski) - 1. Brandenburgisches Dragoner-Regiment Nr. 2 w Schwedt/Oder
  - 3 Pułk Ułanów im. Cesarza Rosji Aleksandra II (1 Brandenburski) - Ulanen-Regiment Kaiser Alexander II. von Rußland (1. Brandenburgisches) Nr. 3 w Fürstenwalde/Spree
- 5 Brygada Artylerii Polowej (5. Feldartillerie-Brigade) we Frankfurcie nad Odrą
  - 18 Pułk Artylerii Polowej (2 Brandenburski) - Feldartillerie-Regiment  General-Feldzeugmeister (2. Brandenburgisches) Nr. 18 we Frankfurcie nad Odrą
  - 54 Pułk Artylerii Polowej (Nowomarchijski) - Neumärkisches Feldartillerie-Regiment Nr. 54 w Kostrzynie nad Odrą oraz w Gorzowie (niem. Landsberg an der Warthe)

## Działania zbrojne
- Wojna prusko-austriacka (tzw. wojna siedmiotygodniowa), 1866:
  - bitwa pod Sadową, 3 lipca 1866.
- wojna francusko-pruska, 1870–1871:
  - bitwa pod Mars-la-Tour, 16 sierpnia 1870,
  - bitwa pod Beaune-la-Rolande, 28 listopada 1870,
  - bitwa pod Le Mans, 10–12 stycznia 1871.
- I wojna światowa:
  - I bitwa nad Marną, 5–9 września 1914
  - bitwa pod Verdun, 21 lutego – 20 grudnia 1916
  - bitwa nad Sommą, 1 lipca – 18 listopada 1916
  - bitwa pod Caporetto, 24 października – 1 grudnia 1917.

## Dowódcy dywizji
- gen. Ferdinand von Stülpnagel (1867–1871),
- gen. Colmar Freiherr von der Goltz (1896–1898).